# Florian Steger
Florian Steger (* 1. Juli 1974 in Garmisch-Partenkirchen) ist ein deutscher Medizinhistoriker und Medizinethiker.

## Leben und Wirken
Nach dem Abitur am Benediktinergymnasium Ettal studierte Steger Humanmedizin, Klassische Philologie und Geschichte an der Julius-Maximilians-Universität Würzburg und Ludwig-Maximilians-Universität München. Steger war Stipendiat und ist nun Vertrauensdozent der Studienstiftung des deutschen Volkes. 2002 wurde er an der Ruhr-Universität Bochum mit einer Arbeit zur Antiken Medizin promoviert. 2003 erhielt er den Bayerischen Habilitationsförderpreis. Er habilitierte sich 2008 für Geschichte und Ethik der Medizin an der Medizinischen Fakultät der Universität Erlangen-Nürnberg und wirkte dort als Privatdozent. Von 2009 bis 2014 war er Mitglied der Jungen Akademie.
Von 2011 bis Juni 2016 war Steger W3-Professor und Direktor des Instituts für Geschichte und Ethik der Medizin an der Martin-Luther-Universität Halle-Wittenberg. Seit Juli 2016 ist er Universitätsprofessor und Direktor des Instituts für Geschichte, Theorie und Ethik der Medizin an der Universität Ulm. Steger sitzt seit 2016 der Ethikkommission der Universität Ulm und seit 2019 der Kommission Verantwortung in der Wissenschaft vor. Er leitet die Klinische Ethikberatung des Universitätsklinikums Ulm. Steger ist seit 2019 Mitglied des Senats.

## Arbeitsschwerpunkte
Seine Arbeitsschwerpunkte umfassen Fragen der Geschichte, Theorie und Ethik der Medizin: Forschungsethik, Klinische Ethik, Gute Wissenschaftliche Praxis; Politisierte Medizin; Kulturgeschichte der Medizin seit der Antike.

## Ehrungen
- 2014: Leibniz-Professur an der Universität Leipzig
- 2018: Medaille „Universitatis Lodziensis Amico“ durch die Universität Łódź (Polen)[5]
- 2018: Honorarprofessor der Semmelweis-Universität, Budapest (Ungarn)
- 2019: korrespondierendes Mitglied der Sächsischen Akademie der Wissenschaften[6]
- 2019: Alexander von Humboldt Polish Honorary Research Scholarship (Foundation for Polish Science)[7]
- 2020: korrespondierendes Mitglied der Niedersächsischen Akademie der Wissenschaften zu Göttingen[8]
- 2021: Honorarprofessor der Staatlichen Pädiatrischen Medizinischen Universität Sankt Petersburg (Russland)
- 2021: ordentliches Mitglied der Heidelberger Akademie der Wissenschaften[9]
- 2022: korrespondierendes Mitglied im Ausland der Österreichischen Akademie der Wissenschaften[10]
- Internationale Gastprofessuren: Riga (Lettland), Rijeka (Kroatien), Łódź (Polen) und Moskau (Russland).

## Veröffentlichungen

### Als Autor
- mit Maximilian Schochow: Disziplinierung durch Medizin – Die geschlossene Venerologische Station in der Poliklinik Mitte in Halle (Saale) 1961 bis 1982. Mitteldeutscher Verlag, Halle 2014, ISBN 978-3-95462-351-8.
- mit Maximilian Schochow: Traumatisierung durch politisierte Medizin – Geschlossene Venerologische Stationen in der DDR. MWV, Berlin 2015, ISBN 978-3-95466-240-1.
- mit Carolin Wiethoff und Maximilian Schochow: Vertuschter Skandal – Die kontaminierte Anti-D-Prophylaxe in der DDR 1978/1979 und ihre Folgen. Halle 2016, ISBN 978-3-95462-753-0.
- Asklepios. Medizin und Kult. Franz Steiner, Stuttgart 2016, ISBN 978-3-515-11447-9.
  - englisch: Asclepius: Cult and Medicine. F. Steiner, Stuttgart 2018, ISBN 978-3-515-12197-2.
  - italienisch: Asclepio: medicina e culto. Athenaeum Edizioni Universitarie, Parma 2020, ISBN 978-8-8321-5832-8
  - spanisch: Asclepius. Medicina y Religion. Signifer, Madrid, Salamanca 2023, ISBN 978-8-4162-0244-7
  - niederländisch: Asclepius. Geneeskunde en cultus. University Press, Amsterdam 2024, ISBN 978-9-0485-6292-3
  - polnisch: Asklepios. Medycyna i kult. Homini, Kraków 2024, ISBN 978-8-3820-5319-7
- mit Carolin Wiethoff: Betriebsgesundheitswesen und Arbeitsmedizin im Bezirk Magdeburg. Halle 2018, ISBN 978-3-95462-946-6.
- mit Maximilian Schochow: Wo ist mein Kind? Familien auf der Suche nach der Wahrheit. Ein Beitrag zur Aufarbeitung. Halle 2020, ISBN 978-3-96311-315-4.
- Max Mohr. Arzt und rastloser Literat. Regensburg 2020, ISBN 978-3-7917-3075-2.
- Antike Medizin. Einführung und Quellensammlung. Stuttgart 2021, ISBN 978-3-7772-2120-5.
  - ungarisch: Antik orvoslás ‒ Bevezetés és forrásgyűjtemény. Oriold és Társai, Budapest 2023, ISBN 978-6-1559-8191-3
  - italienisch: Introduzione alla storia della medicina antica. Dal Vicino Oriente antico a Bisanzio. Edizione italiana a cura di Vincenzo Damiani. petite plaisance, Pistoia 2024, ISBN 978-8-8758-8388-1
- mit Jan Jeskow: Ludwig Heilmeyer. Eine politische Biographie. Stuttgart 2021, ISBN 978-3-515-13055-4.

### Als Herausgeber
- Die Medizin von heute ist der Irrtum von morgen. Scharfzüngige Gedanken zur Medizin. Wiesbaden 2017, ISBN 978-3-7374-1054-0.
- Am Skalpell war noch Tinte. Literarische Medizin. marix Verlag, Wiesbaden 2018, ISBN 978-3-7374-1097-7.
- mit Marcin Orzechowski, Maximilian Schochow (Hrsg.): Pränatalmedizin. Ethische, juristische und gesellschaftliche Aspekte. Alber, Freiburg 2018, ISBN 978-3-495-48956-7.
- mit Manuela Dudeck (Hrsg.): Ethik in der Forensischen Psychiatrie und Psychotherapie. Medizinisch Wissenschaftliche Verlagsgesellschaft, Berlin 2018, ISBN 978-3-95466-360-6.
- Diversität im Gesundheitswesen. Alber, Freiburg 2019, ISBN 978-3-495-49028-0.
- mit Jürgen Brunner (Hrsg.): Ethik in der psychotherapeutischen Praxis. Integrativ – fallorientiert – werteplural. Stuttgart 2019, ISBN 978-3-17-032657-6.
- mit Marcin Orzechowski, Giovanni Rubeis, Maximilian Schochow (Hrsg.): Migration and Medicine. Alber, Freiburg 2020, ISBN 978-3-495-49134-8.
- mit Vincenzo Damiani: Jahrbuch Literatur und Medizin. Bd. 14: Words of Illness, Words of Healing in Graeco-Roman Antiquity. Universitätsverlag Winter, Heidelberg 2023, ISBN 978-3-8253-9553-7.
- mit Mojca Ramšak, Paweł Łuków und Amir Muzur: Equal Access to Healthcare in Social Diverse Societies. Alber, Baden-Baden 2023, ISBN 978-3-495-99788-8.